# 旭川紋別自動車道

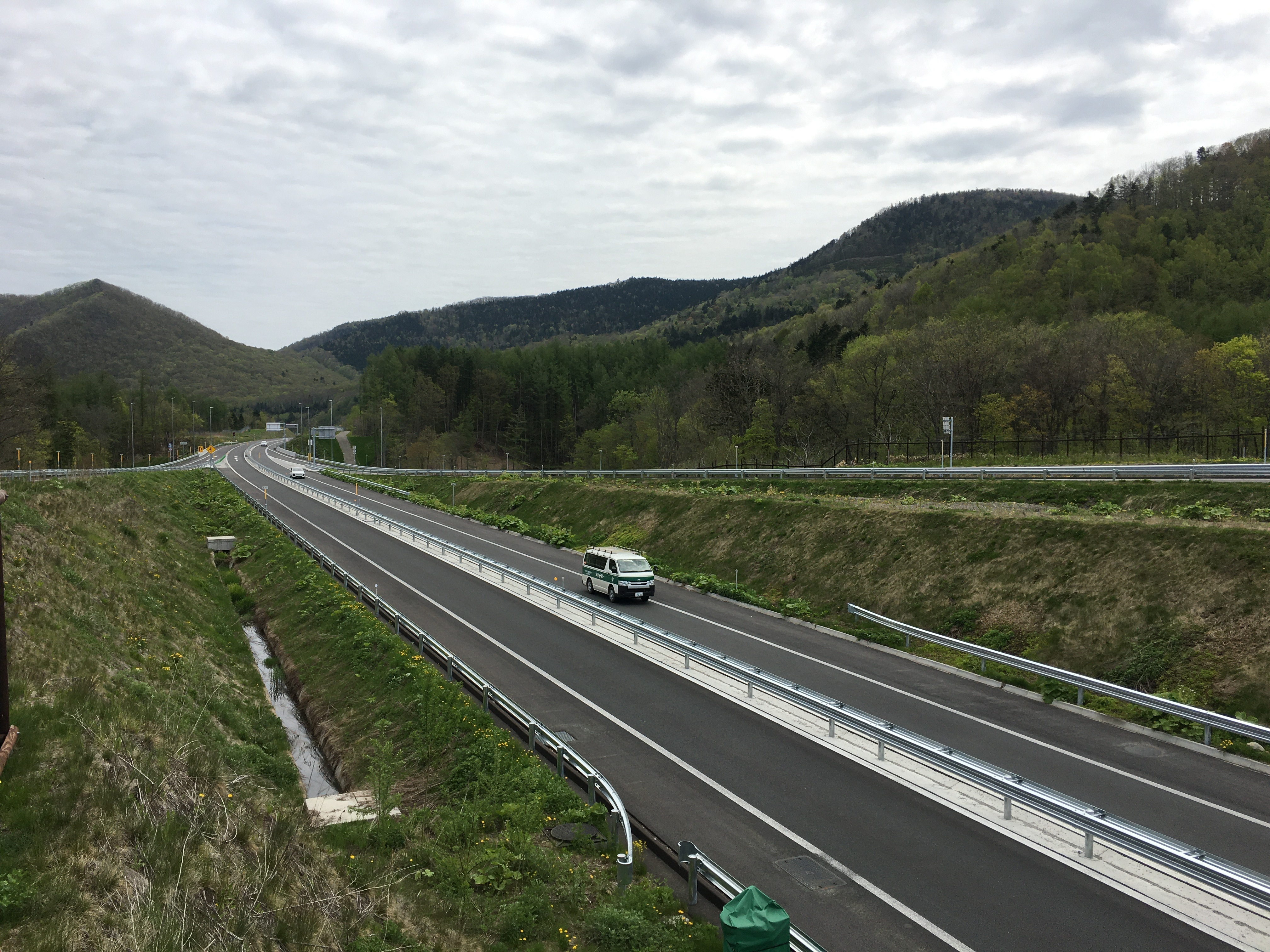
旭紋道 遠軽瀬戸瀬IC・遠軽IC間（2020年5月）

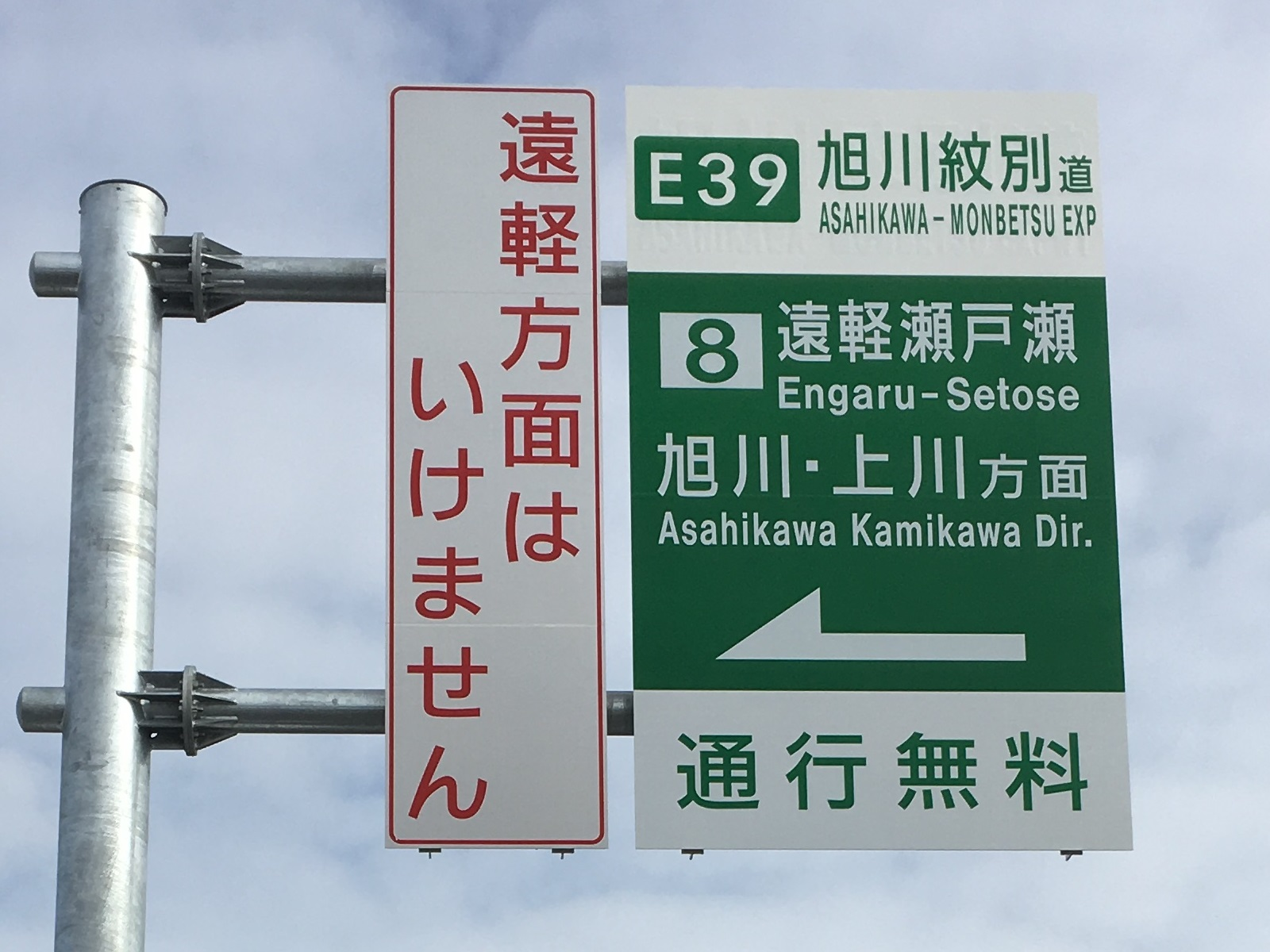
高速道路ナンバリング (E39) が表示された道路標識
※現在は遠軽IC方面も通行可能

旭川紋別自動車道（あさひかわもんべつじどうしゃどう、英語: ASAHIKAWA-MONBETSU EXPWY）は、北海道上川郡比布町から紋別市に至る国土交通大臣指定に基づく高規格幹線道路（一般国道の自動車専用道路）（B路線）である。国道450号に指定されている。略称は旭川紋別道（あさひかわもんべつどう）、旭紋道（きょくもんどう）。
高速道路ナンバリングによる路線番号は、「E39」が割り振られており、北海道で最初に高速道路ナンバリングが付与された標識が設置された。

## 概要
以下の一般国道と並行しており、これらの道路のバイパス的役割を担う。
- 国道333号（一部では国道39号および国道273号とも並行）：旭川市 - 紋別郡遠軽町
- 国道242号：紋別郡遠軽町 - 紋別郡湧別町
- 国道238号・国道239号：紋別郡湧別町 - 紋別市

2007年（平成19年）11月13日に国土交通省は高規格幹線道路の未着工区間の2,900 kmを対象に各区間ごとに費用対効果の評価を行った。その結果、遠軽 - 紋別間は3段階評価で最も低い評価である「グループ3」に分類された。これを受けて、今後の整備の方針として車線数を計画の4車線から2車線に減らし、既存道路の一部を活用するなど一定の見直しを行うこととなった。

### 国道450号
政令で指定されている起終点間を連絡する道路が旭川紋別自動車道のみであり、国道450号の一般道路は存在しない。このため、国道450号に係る項目についても本項で述べる。
一般国道の路線を指定する政令に基づく起終点および重要な経過地は次のとおり。
- 起点：旭川市
- 終点：紋別市
- 重要な経過地：北海道上川郡比布町、同郡愛別町、同郡上川町、同道紋別郡白滝村[注釈 2]、同郡遠軽町、同郡上湧別町[注釈 3]
- 総延長 : 142.1 km（未供用延長を含む。）[5][注釈 4]
- 重用延長 : なし[5][注釈 4]
- 未供用延長 : 43.6 km[5][注釈 4]
- 実延長 : 98.5 km[5][注釈 4]
  - 現道 : 98.5 km[5][注釈 4]
  - 旧道 : なし[5][注釈 4]
  - 新道 : なし[5][注釈 4]
- 指定区間：全線[6]

## 事業名

### 旭川愛別道路
- 起点：北海道上川郡比布町蘭留[7]
- 終点：北海道上川郡愛別町字愛別[7]
- 延長：10.0 km[7]
- 規格：第1種第2級[7]
- 設計速度：100 km/h[7]
- 道路幅員：暫定13.0 m[7]
- 車線幅員：3.5 m[7]
- 車線数：暫定2車線[7]

### 愛別上川道路
- 起点：北海道上川郡愛別町字愛別[8]
- 終点：北海道上川郡上川町字菊水[8]
- 延長：17.0 km[8]
- 規格：第1種第2級[8]
- 設計速度：100 km/h[8]
- 道路幅員：暫定13.0 m[8]
- 車線幅員：3.5 m[8]
- 車線数：暫定2車線[8]

### 上川上越道路
- 起点：北海道上川郡上川町字菊水[9]
- 終点：北海道上川郡上川町字上越国有林[9]
- 延長：18.0 km[9]
- 規格：第1種第2級[9]
- 設計速度：100 km/h[9]
- 道路幅員：暫定13.0 m[9]
- 車線幅員：3.5 m[9]
- 車線数：暫定2車線[9]

### 上越白滝道路
- 起点：北海道上川郡上川町字上越国有林[10]
- 終点：北海道紋別郡遠軽町白滝[10]
- 延長：18.9 km[10]
- 規格：第1種第2級[10]
- 設計速度：100 km/h[10]
- 道路幅員：暫定12.0 m[10]
- 車線幅員：3.5 m[10]
- 車線数：暫定2車線[10]

### 白滝丸瀬布道路
- 起点：北海道紋別郡遠軽町白滝[11]
- 終点：北海道紋別郡遠軽町丸瀬布南丸[11]
- 延長：16.0 km[11]
- 規格：第1種第2級[11]
- 設計速度：100 km/h[11]
- 道路幅員：暫定12.0 m[11]
- 車線幅員：3.5 m[11]
- 車線数：暫定2車線[11]

### 丸瀬布遠軽道路
- 起点：北海道紋別郡遠軽町丸瀬布南丸[12]
- 終点：北海道紋別郡遠軽町豊里[12]
- 延長：18.0 km[12]
- 規格：第1種第3級[12]
- 設計速度：80 km/h[12]
- 道路幅員：13.5 m[12]
- 車線幅員：3.5 m[12]
- 車線数：完成2車線[12]

### 遠軽上湧別道路

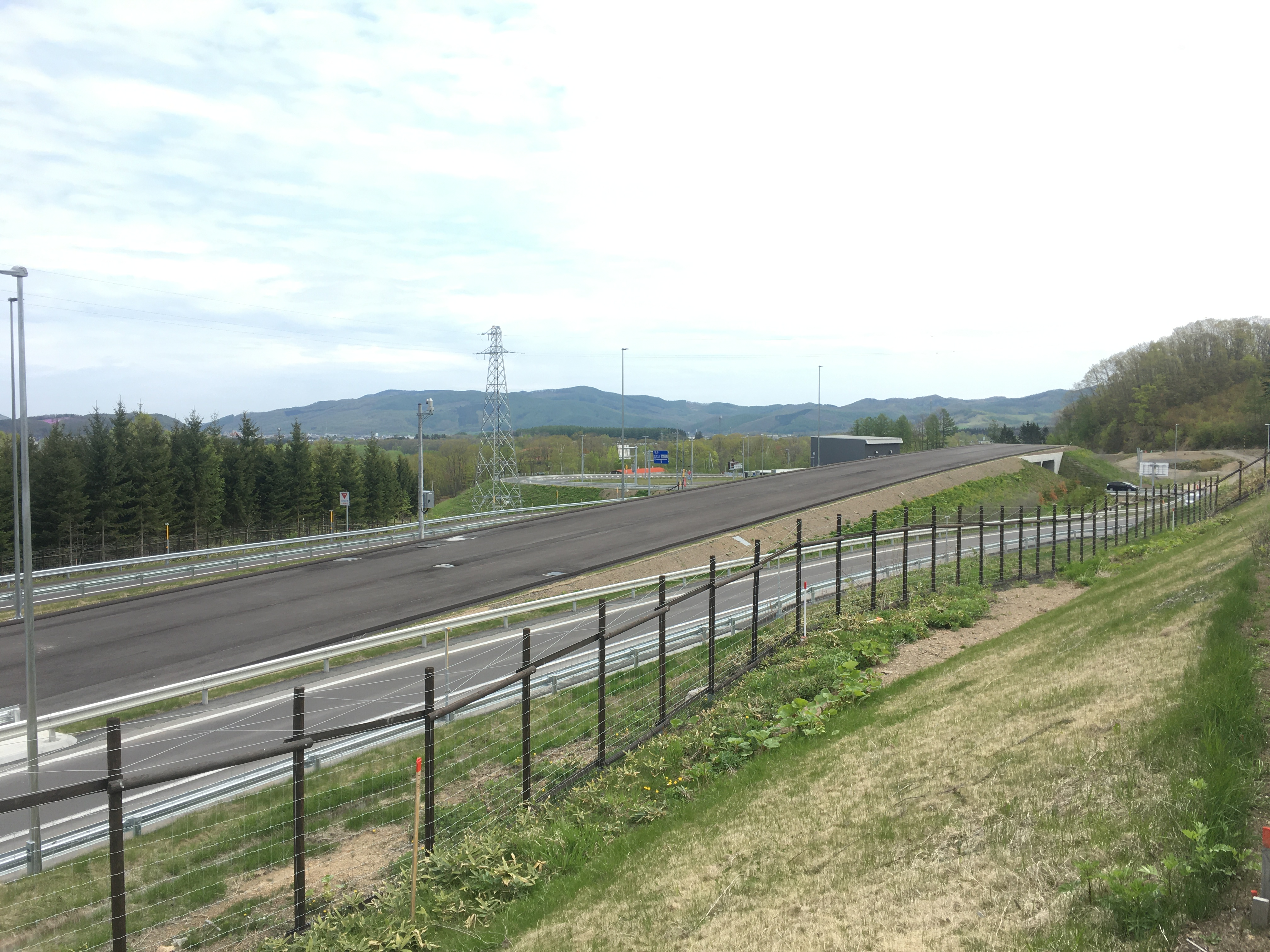
遠軽IC以北の計画中区間（2020年5月）

遠軽IC - 湧別町（旧上湧別町）間の約11 kmについては、2019年度（令和元年度）に概略ルートおよび構造の検討（計画段階評価を進めるための調査）が開始され、2020年（令和2年）の2度の道路計画に関する意見募集（アンケート・ヒアリング調査）を経て、2021年（令和3年）2月に約14 kmを全線別線ルートで整備する方針が示された。
2021年（令和3年）3月、遠軽上湧別道路 (13.8 km) の新規事業化が承認され、遠軽町豊里 - 湧別町南兵村一区の間に遠軽IC、遠軽中央IC、上湧別IC（いずれも仮称）が設置される見込みである。
- 起点：北海道紋別郡遠軽町豊里[17]
- 終点：北海道紋別郡湧別町南兵村一区[17]
- 延長：13.8 km[17]
- 規格：第1種第3級[18]
- 設計速度：80 km/h[18]
- 道路幅員：13.5 m[18]
- 車線幅員：3.5 m[18]
- 車線数：完成2車線[18]

### 湧別町 - 紋別市
全線（約22 km）が計画中であり事業化されていない。この計画区間は国道238号と並行しており、この区間の一部（14.1 km）では2009年（平成21年）から防雪対策や交通安全対策を行い、旭川紋別自動車道の機能の一部を当面代替させる国道238号紋別防雪事業が進められ、2025年（令和7年）3月25日に全線開通した。

## インターチェンジなど
- IC番号欄の背景色が■である部分については道路が供用済みの区間を示している。また、施設名欄の背景色が■である部分は施設が供用されていない、または完成していないことを示す。
- 略字は、JCTはジャンクション、ICはインターチェンジ、CBはチェーンベース、PAはパーキングエリアをそれぞれ示す。

| IC番号 | 施設名             | 接続路線名                                    | 起点から (km) | 備考                            | 所在地               | 所在地 | 所在地 |
| ------ | ------------------ | --------------------------------------------- | ------------- | ------------------------------- | -------------------- | ------ | ------ |
| 46     | 比布JCT 比布JCT TB | E5 道央自動車道                               | 0.0           | 本線料金所併設                  | 上川総合振興局       | 上川郡 | 比布町 |
| 1      | 比布北IC           | 北海道道1143号比布北インター線                | 2.6           | ここから遠軽ICまで無料区間      | 上川総合振興局       | 上川郡 | 比布町 |
| 2      | 愛別IC             | 北海道道1169号愛別インター線                  | 9.3           |                                 | 上川総合振興局       | 上川郡 | 愛別町 |
| 2-1    | 愛山上川IC         | 国道39号                                      | 19.3          | 旭川方面出入口                  | 上川総合振興局       | 上川郡 | 愛別町 |
| 3      | 上川層雲峡IC       | 北海道道1171号上川層雲峡インター線            | 26.7          |                                 | 上川総合振興局       | 上川郡 | 上川町 |
| -      | 上川天幕出入口     | 国道273号                                     | 34.7          | 2010年3月28日廃止               | 上川総合振興局       | 上川郡 | 上川町 |
| 4      | 浮島IC             | 国道273号                                     | 44.7          |                                 | 上川総合振興局       | 上川郡 | 上川町 |
| -      | 浮島CB             |                                               | -             |                                 | 上川総合振興局       | 上川郡 | 上川町 |
| 5      | 奥白滝IC 白滝PA    | 遠軽町道奥白滝インター線                      | 53.9          | 白滝PAは道の駅しらたき併設      | オホーツク総合振興局 | 紋別郡 | 遠軽町 |
| 6      | 白滝IC             | 国道333号                                     | 64.5          |                                 | オホーツク総合振興局 | 紋別郡 | 遠軽町 |
| -      | 旧白滝出入口       | 国道333号                                     | 70.1          | 2009年12月12日廃止              | オホーツク総合振興局 | 紋別郡 | 遠軽町 |
| 7      | 丸瀬布IC           | 北海道道1163号丸瀬布インター線                | 80.5          |                                 | オホーツク総合振興局 | 紋別郡 | 遠軽町 |
| 8      | 遠軽瀬戸瀬IC       | 北海道道493号奥瀬戸瀬瀬戸瀬停車場線           | 91.7          |                                 | オホーツク総合振興局 | 紋別郡 | 遠軽町 |
| 9      | 遠軽IC             | 国道242号 国道333号・遠軽北見道路（調査区間） | 98.5          | 道の駅遠軽 森のオホーツクに隣接 | オホーツク総合振興局 | 紋別郡 | 遠軽町 |
| -      | 遠軽中央IC         | 北海道道244号遠軽芭露線                       |               | 事業中                          | オホーツク総合振興局 | 紋別郡 | 遠軽町 |
| -      | 上湧別IC           |                                               | 112.3         | 事業中                          | オホーツク総合振興局 | 紋別郡 | 湧別町 |
| 計画中 |                    |                                               |               |                                 |                      |        |        |

- 愛山上川ICの番号に枝番がついているのは、当初は計画にはなく、計画中に「愛山IC」として追加されたため。

## 歴史
- 1988年（昭和63年）度：事業化。
- 2002年（平成14年）3月30日：浮島IC - 白滝IC間開通。
- 2004年（平成16年）
  - 3月27日：比布JCT - 愛別IC間開通により道央自動車道に接続[23]。
  - 10月30日：愛別IC - 愛山上川IC間開通[24]。
- 2006年（平成18年）11月19日：愛山上川IC - 上川天幕出入口間開通[25]。
- 2007年（平成19年）3月18日：旧白滝出入口 - 丸瀬布IC間開通。
- 2008年（平成20年）8月30日：奥白滝IC開通[26]。
- 2009年（平成21年）12月12日：白滝IC - 旧白滝出入口間開通[27]。同時に旧白滝出入口廃止。
- 2010年（平成22年）3月28日：上川天幕出入口 - 浮島IC間開通[28]。同時に上川天幕出入口廃止。
- 2017年（平成29年）3月19日：丸瀬布IC - 遠軽瀬戸瀬IC間開通[29]。
- 2019年（令和元年）12月21日：遠軽瀬戸瀬IC - 遠軽IC間開通[30]。
- 2021年（令和3年）度：遠軽上湧別道路（13.8 km）が新規事業化[17]。

### 開通予定年度
- 未定：遠軽IC - 上湧別IC
- 未定：上湧別IC - 紋別市

## 路線状況

### 車線・最高速度・料金
| 区間                | 車線 上下線=上り線+下り線 | 最高速度 | 料金 | 備考 |
| ------------------- | ------------------------- | -------- | ---- | ---- |
| 比布JCT - 比布北IC  | 2=1+1 （暫定2車線）       | 70 km/h  | 有料 |      |
| 比布北IC - 丸瀬布IC | 2=1+1 （暫定2車線）       | 70 km/h  | 無料 | ※1   |
| 丸瀬布IC - 遠軽IC   | 2=1+1 （完成2車線）       | 80 km/h  | 無料 | ※2   |

- ※1：一部、4車線（4=2+2）や80 km/hの区間あり
- ※2：丸瀬布IC - 遠軽瀬戸瀬IC間に700 mの追越車線あり

### 主なトンネルと橋
| トンネル・橋梁名称       | 延長    | 区間                  | 備考 |
| ------------------------ | ------- | --------------------- | ---- |
| 愛別大橋                 | 444 m   | 比布北IC - 愛別IC     |      |
| 愛別トンネル             | 2,958 m | 愛別IC - 愛山上川IC   |      |
| なかこし（中越）トンネル | 3,284 m | 上川層雲峡IC - 浮島IC |      |
| かみこし（上越）トンネル | 1,385 m | 上川層雲峡IC - 浮島IC |      |
| 北大雪トンネル           | 4,098 m | 浮島IC - 奥白滝IC     |      |
| 白滝トンネル             | 1,299 m | 白滝IC - 丸瀬布IC     |      |

※ 全線対面通行（暫定2車線）

### 交通量
24時間交通量（台）道路交通センサス
| 区間                      | 平成17 (2005) 年度 | 平成22 (2010) 年度 | 平成27 (2015) 年度 | 令和3 (2021) 年度 |
| ------------------------- | ------------------ | ------------------ | ------------------ | ----------------- |
| 比布JCT - 比布北IC        | 2,231              | 5,672              | 2,989              | 2,637             |
| 比布北IC - 愛別IC         | 3,147              | 5,681              | 3,651              | 3,260             |
| 愛別IC - 愛山上川IC       | 5,337              | 7,795              | 7,434              | 6,733             |
| 愛山上川IC - 上川層雲峡IC | 調査当時未開通     | 7,235              | 6,646              | 6,016             |
| 上川層雲峡IC - 浮島IC     | 調査当時未開通     | 4,091              | 3,770              | 3,778             |
| 浮島IC - 奥白滝IC         | 2,177              | 3,684              | 3,407              | 3,358             |
| 奥白滝IC - 白滝IC         | 2,177              | 3,692              | 3,407              | 3,358             |
| 白滝IC - 丸瀬布IC         | 調査当時未開通     | 3,615              | 3,160              | 3,452             |
| 丸瀬布IC - 遠軽瀬戸瀬IC   | 調査当時未開通     | 調査当時未開通     | 調査当時未開通     | 3,345             |
| 遠軽瀬戸瀬IC - 遠軽IC     | 調査当時未開通     | 調査当時未開通     | 調査当時未開通     | 3,230             |
| 遠軽IC - 上湧別IC間       | 未開通             | 未開通             | 未開通             | 未開通            |

（出典：「平成27年度全国道路・街路交通情勢調査」・「令和3年度全国道路・街路交通情勢調査」（国土交通省ホームページ）より一部データを抜粋して作成）
- 平成22年度の調査期間中において接続する道央道では、高速道路無料化社会実験が行われていた。
- 令和2年度に実施予定だった交通量調査は新型コロナウイルス感染症の影響で延期され[31]、翌年度に実施された。

### 管理者
- 比布JCT - 比布本線料金所：東日本高速道路株式会社北海道支社
- 比布本線料金所 - 北大雪トンネル：国土交通省北海道開発局旭川開発建設部
- 北大雪トンネル - 遠軽IC：国土交通省北海道開発局網走開発建設部

## 地理

### 通過する自治体
- 北海道
  - 上川総合振興局管内
    - 旭川市 - 上川郡比布町 - 上川郡愛別町 - 上川郡当麻町 - 上川郡上川町

  - オホーツク総合振興局管内
    - 紋別郡遠軽町 - 紋別郡湧別町 - 紋別市

### 接続する高速道路
- E5 道央自動車道（比布JCTで接続）